# Platoul Alep

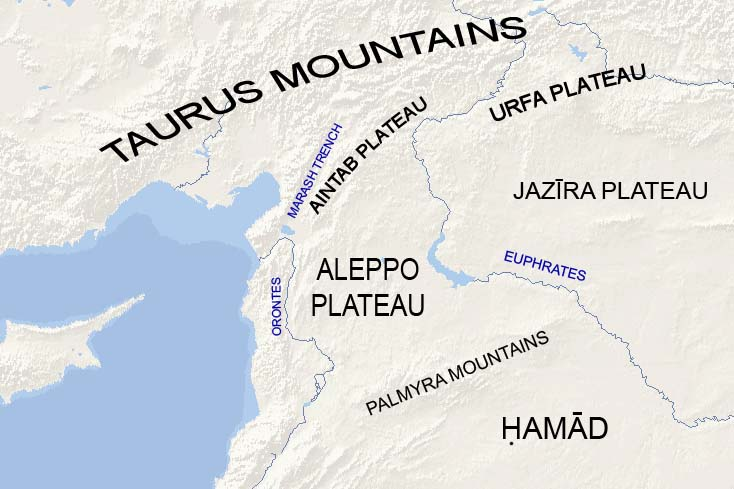
Platoul Alep

Platoul Alep (în arabă هضبة حلب pronunție în arabă [ˈhædˤabæt ˈħælæb]) este un platou scăzut, ușor ondulat din nordul Siriei. Se află la capătul nordic al joncțiunii dintre Placa Arabiei și Placa Africană de la Riftul Mării Moarte. Platoul se află în cea mai mare parte în Guvernoratul Alep și Guvernoratul Idlib. Alep este situat în nord -centrul platoului.

## Limite
Platoul Alep se află imediat la nord de centura munților Palmyra. La est este mărginită de valea râului Eufrat, care o desparte de platoul Jazirah. La vest este mărginită de jumătatea nordică a Riftul Mării Moarte, și anume valea râului Orontes. Platoul Aintab formează o continuare nordică a platoului care duce la Munții Taurus.